# Leningrad Cowboys

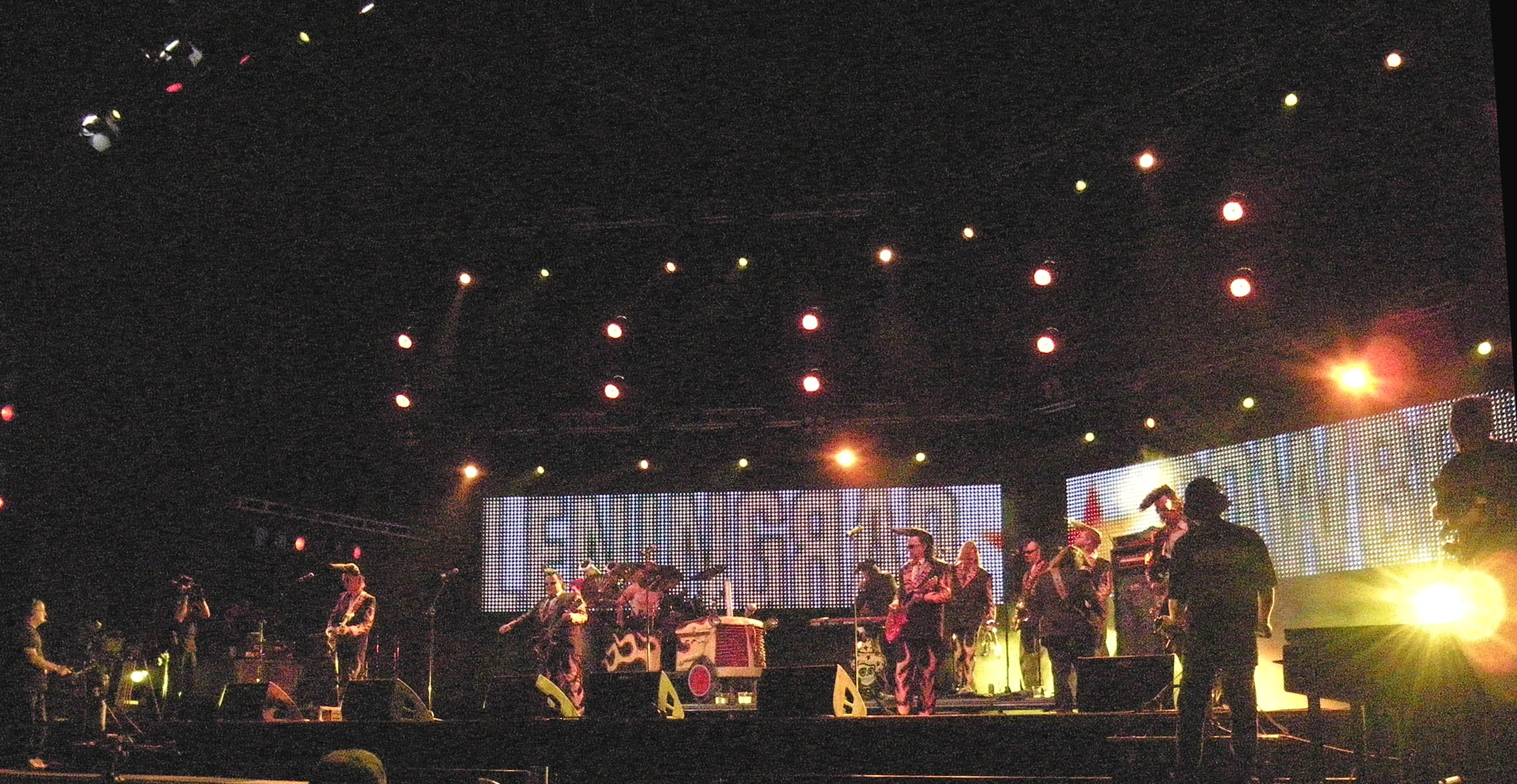
Leningrad Cowboys, Viena, Àustria, 2008.

Leningrad Cowboys és un grup de rock finlandès, fundat el 1989, format per Tipe Johnson, Sakke Järvenpää, Vesa Kääpä, Teijo "Twist Twist" Erkinharju, Pemo Ojala, Ykä Putkinen, Silu Seppälä, Antti Snellman i Mauri Sumen.
Aki Kaurismäki ha dirigit pel·lícules i curtmetratges amb Leningrad Cowboys com protagonistes.

## Discografia
- 1917 - 1987 (Megamania 1988)
- Go America (Megamania 1989)
- Those Were The Days CD-Single (BMG Ariola 1991)
- Those Were The Days CD-Single (BMG Ariola 1992)
- Thru The Wire CD-Single (BMG Ariola 1992)
- We Cum From Brooklyn (Johanna 1992)
- Total Balalaika Show - Helsinki Concert (Johanna 1993)
- Live in Prowinzz (Johanna 1993)
- Happy Together (Johanna 1994)
- Jupiter Calling CD-Single (BMG Ariola 1996)
- Where's The Moon CD-Single (BMG Ariola 1996)
- Go Space (Johanna 1996)
- Mongolian Barbeque (Johanna 1997)
- Thank You Very Many - Greatest Hits And Rarities (BMG 1999)
- Be Worry Don't Happy CD-Promo Single (Megamania 1999)
- Terzo Mondo (Johanna 2000)
- Go Wild (BMG 2000)
- Happy Being Miserable CD-Single (Roadrunner 2000)
- Global Balalaika Show (Johanna 2003)
- Zombie's Paradise (Sony BMG 2006)
- Those Were the Days - The Best of Leningrad Cowboys (2009)
- Buena Vodka Social Club (2011)